# Ministerstwo Budownictwa Miast i Osiedli
Ministerstwo Budownictwa Miast i Osiedli – polskie ministerstwo istniejące w latach 1950–1956, powołane w celu kierowania i zarządzania całokształtem spraw związanych z budownictwem miast i osiedli. Minister był członkiem Rady Ministrów.

## Powołanie urzędu
Na podstawie ustawy z 1950 r. o organizacji władz i instytucji w dziedzinie budownictwa powołano urząd Ministra Budownictwa Miast i Osiedli oraz Ministra Budownictwa Przemysłowego w miejsce zniesionego urzędu Ministra Budownictwa.

## Ministrowie
- Roman Piotrowski (1951–1956)

## Zakres działania
Do zakresu działania urzędu należały sprawy:
- realizacji podstawowego budownictwa miejskiego i osiedlowego,
- budowli, których realizacja nie podlega zakresowi działania innych ministrów,
- ogólnego planowania, budowy, rozbudowy i przebudowy miast i osiedli,
- projektowania w zakresie budownictwa miejskiego i osiedlowego,
- nadzoru nad planowaną rozbudową miast i osiedli,
- nadzoru budowlanego i uprawnień budowlanych na podstawie przepisów prawa budowlanego,
- prowadzenia zakładów usługowych i wytwórczych związanych z produkcją budowlaną dla celów budownictwa miejskiego i osiedlowego,
- inne sprawy budownictwa nie zastrzeżone właściwości innych władz naczelnych oraz Komitetu do Spraw Urbanistki i Architektury.

## Zniesienie urzędu
Na podstawie ustawy z 1956 r. o utworzeniu urzędu Ministra Budownictwa zniesiono urząd Ministra Budownictwa Miast i Osiedli.